# Étienne Fallot

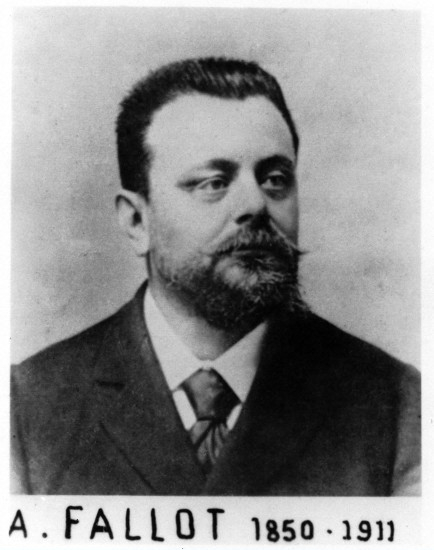
Arthur Fallot

Étienne-Louis Arthur Fallot (Sète, 29 september 1850 — Marseille, 30 april 1911) was een Frans arts die vooral bekendheid kreeg door zijn beschrijving van de naar hem genoemde hartaandoening tetralogie van Fallot.